# Bahnhof
Bahnhofは、スウェーデンに本拠を置くホスティングサーバ等運営企業及びこれが提供するサービスの名称である。
1994年にオスカー・スワーツによってスウェーデン初の独立ISPとして、ウプサラにおいて設立された。2020年現在ではウプサラの他に、ヨーテボリ、ボルレンゲ、マルメ、ウメオ、ストックホルムに拠点を置いている。
かつてウィキリークスがストックホルム郊外ビタ・バーゼンに所在するバンカーであるPionen内の、同社が所有する安全なデータセンターを使用していたことでも知られる。

## 歴史
Bahnhofは1994年にオスカー・スワーツによって、スウェーデン初のISPの一つとして設立された。2007年12月には「BAHN-B」として株式公開を行った。
2008年9月11日にはストックホルム郊外ビタ・バーゼンに所在する、かつて民間防衛センターとして用いられていたバンカーであるPionen内に、データセンターを開設した。

## 設備

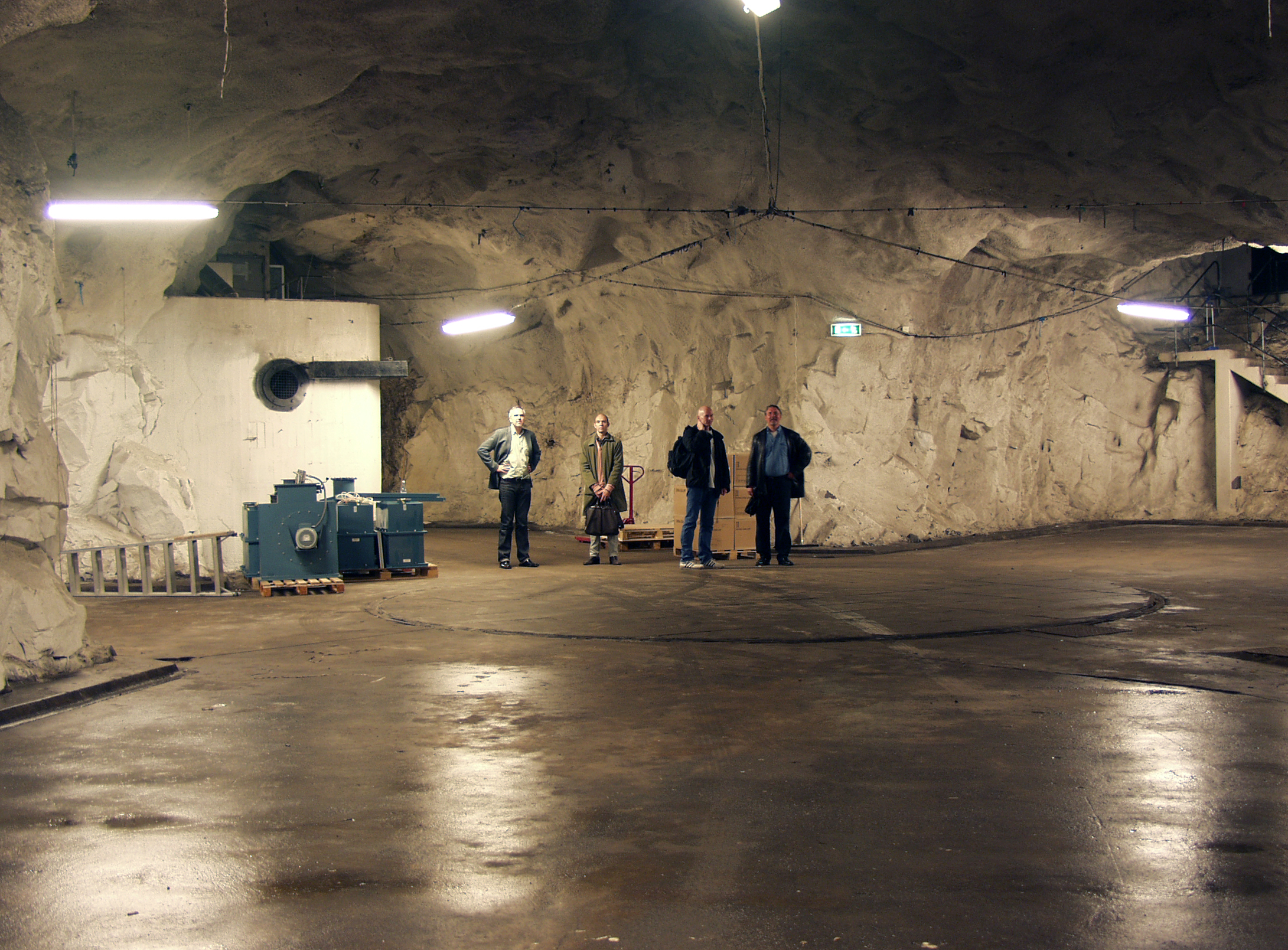
2006年時点のPionen

先述のデータセンターは非常に強固に建造されており、ストックホルムの丘の地下30mに所在する。入り口には防爆ドア、施設内にはディーゼル発電機を設置しており、顧客のサービスがいかなる場合においても安全であるよう配慮がなされている。

## 論争
2005年3月10日、スウェーデン警察は著作権侵害の証拠を確認するため、Bahnhofの敷地内に存在した4台のサーバーを押収した。これらはサーバーエリアの至近に所在したが、あくまでBahnhofは従業員の所有物であると主張した。さらに、これらのサーバーに保存されていたデータは、著作権侵害に対抗する組織であるSvenska Antipiratbyrånに雇われた人物によって意図的に仕込まれたことを示す証拠を提示した。
2009年、Bahnhofは顧客のIPアドレスを保存しなかったことで物議をかもした。この行為は違法なファイル共有に関するスウェーデンの新法と、EUのIPRED規制に反するものであった。この法律は警察の要請に対してデータを提供できるよう、ISPのデータ保護規則よりも長期間、データを保持することを可能とするものであった。
2014年4月、欧州司法裁判所は2006年のデータ保持命令(2006/24/EC)を取り消した。スウェーデンの通信当局(PTS)はメタデータを保持する必要がないことを各ISPに通知したが、のちにスウェーデンのデータ保持法が欧州人権条約に反していないことが発覚したため、一転してPTSは保持を行うよう命令を出した。多くの企業がこれに従ったが、Tele2とBahnhofはこれに従わなかった。Bahnhofは同年11月24日までに保持を行わなければ500万クローネの罰金を科されると宣告を受けたが、これに対し無料のVPNを全顧客に対して提供した。
2018年10月、エルゼビアは、スウェーデンのISPにSci-Hubウェブサイトへのアクセスをブロックするよう求める裁判所命令を獲得した。Bahnhofは、この命令に従う一方で、エルゼビアのウェブサイトへのアクセスをソフトブロックした。